# 휘석

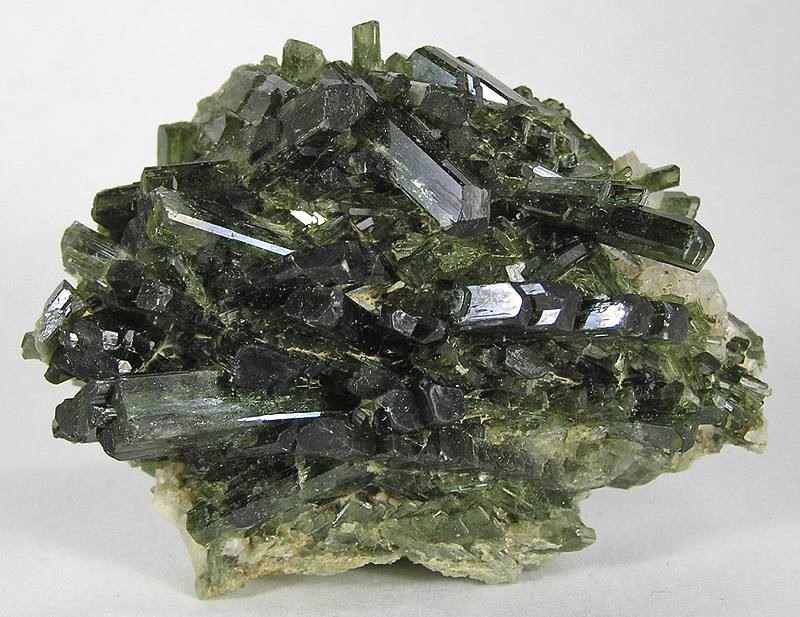

휘석(輝石, pyroxene)은 조암광물의 하나로 화성암과 변성암에서 폭넓게 나타난다. 휘석은 규산염 사면체의 단일사슬 구조로 이루어져 있고, 단사정계 또는 사방정계이다. 휘석의 화학식은 일반적으로 XY(Si,Al)2O6로 나타낼 수 있다. 여기에서 X는 칼슘, 소듐, 2가 철, 마그네슘이 되는 경우가 많으나 드물게 아연, 망간, 리튬이 치환되기도 한다. Y는 이보다 이온의 크기가 작은 크로뮴이나 알루미늄, 3가 철, 마그네슘, 망간, 스칸듐, 티타늄, 바나듐 등의 이온이 들어갈 수 있다. 알루미늄은 규소를 치환하는 일이 많으나 휘석에서는 이런 경우가 상당히 제한적이다. 지구의 상부 맨틀은 주로 감람석과 휘석으로 되어있다.